# Випо
Випо (на немски: Wipo, Wippo; на латински: Wipo Burgundiensis, * ok. 995?; † 1048?) от Бургундия е среднолатински поет и историограф.
Той е дворцов капелан на императорите Хайнрих II, Конрад II и Хайнрих III, на чиято коронозация през 1046 г. присъства.
Той е автор на „Gesta Chuonradi II. imperatoris“ за император Конрад II, с която той е най-значимият историк по неговото време след Айнхард.
Той пише и „Proverbia“ (1027 или 1028) и „Tetralogus Heinrici“ (1041).
Автор е и на запазената стохосбирка с химни за Великденския празник Victimae paschali laudes immolent Christiani.

## Издания
- Harry Bresslau, Scriptores rerum Germanicarum in usum scholarum separatim editi 61: Die Werke Wipos (Wiponis Opera). Hannover 1915 (Monumenta Germaniae Historica, Digital Архив на оригинала от 2012-03-07 в Wayback Machine.)
- Taten Kaiser Konrads des Zweiten, Werner Trillmich: Quellen des 9. und 11. Jahrhunderts zur Geschichte der Hamburgischen Kirche und des Reiches. ISBN 3-534-00602-X.